# Märklin
«ООО Гебрюдер Мэрклин и Ко» (нем. Gebr. Märklin & Cie. GmbH) — немецкая фирма — производитель игрушек, расположенная в швабском городе Гёппинген. В настоящее время Märklin известна, прежде всего, своими железнодорожными моделями, и при годовом обороте в 110 млн евро (2009) является лидером среди европейских производителей на рынке моделей железных дорог, обогнав таких конкурентов, как Hornby (с годовым оборотом в 69 млн евро), Roco (с годовым оборотом в 35 млн евро) и Fleischmann, годовой оборот которой в 2007 году составил 21 млн евро. 4 февраля 2009 года предприятие объявило о банкротстве подразделений в Германии (в Гёппингене и Нюрнберге).

## История
Компания была основана Теодором Фридрихом Вильгельмом Мэрклином в 1859 году и сначала занималась производством кукольных домиков. Теодор Фридрих Вильгельм Мэрклин с 1840 года жил в Гёппингене и работал жестянщиком. В 1859 году он женился на Каролине Xeттих, которая была сотрудницей компании и объездила всю Южную Германию и Швейцарию, представляя её интересы. Вероятно, она была первой женщиной-коммивояжёром того времени. В 1866 году Теодор Фридрих Вильгельм Мэрклин умер, но его жена смогла сохранить компанию для сыновей. Ойген и Карл Мэрклин взяли на себя руководство компанией с 1888 года как Gebr. Märklin. Ассортимент продукции охватывал к тому времени кукольные домики, различные тележки, модели кораблей, карусели, волчки и напольные локомотивы.
Благодаря умелой корпоративной политике, как например, покупке в 1891 году производителя оловянных игрушек Ludwig Lutz в Эльвангене, компания расширилась. В том же году братья Мэрклины впервые представили на Лейпцигской ярмарке модель железной дороги с часовым механизмом и рельсами, уложенными в форме восьмёрки. Этим два предпринимателя положили начало мировому успеху игрушечной железной дороги Märklin. Благодаря Märklin в то время была стандартизирована ширина колей, основные типоразмеры которых используются во всём мире и сейчас. До тех пор среди моделей железных дорог существовали различия в размере, что не позволяло соединять друг с другом отдельные детали различных железных дорог, даже если они были выпущены тем же производителем. Только Märklin использовала тогда типоразмер 1 (масштаб 1:32).
В 1909 году ассортимент охватывал 90 различных моделей паровых машин, принадлежности для кукольных домиков, карусели, автомобили, самолёты, корабли, волчки и металлические конструкторы. С 1926 года было начато производство электрической железной дороги, работающей от источника переменного тока в 20 В (первоначально выпускалась с лампой накаливания в качестве «добавочного резистора»), которая не имела ограничения времени хода часового механизма или времени горения спирта, благодаря чему можно было играть непрерывно. В 1929 году к чёрным, цвета латуни деталям металлических конструкторов были добавлены цветные детали.
Со временем модели железных дорог стали основной продукцией Märklin. В 1935 году Фриц Мэрклин вошёл в состав руководства. На осенней ярмарке того года компания представила настольную железную дорогу с шириной колеи 16,5 мм (в масштабе 1:87), что было вдвое меньше, чем существовавший ранее самый маленький типоразмер 0 (1:43 или 1:45). Обозначение 00 для масштаба 1:87, напоминавшее обозначение туалета, в 1950 году было изменено на «половину нуля» с общеупотребительным сокращением H0 (от англ. Half Zero или нем. Halb Nuli — «половина нуля»; читается «эйч-оу» или «аш-ноль», разг. «ха-ноль»), которое используют и сейчас. Благодаря стремительному росту продаж моделей железных дорог в 1950-х и 1960-х годах Märklin стала одним из крупнейших в мире поставщиков в этой отрасли.
Стоит особо отметить принципиальное отличие подключения, и питания железнодорожного полотна фирмы от её более известных в России, и бывшем СССР конкурентах, таких как PIKO, и ROCO. Ток переменный, и трех, а не двух контактное соединение рельс и локомотивов. Таким образом если вы беретесь собирать, и строить модели этой фирмы, от других придется отказаться.
1969 год начался с «нового типоразмера 1»; традиционный размер 1891 года был возвращён в каталог Märklin, хотя первоначально был представлен только для игрушечной железной дороги. BR 80 и заводские тепловозы перевозили первые пассажирские и грузовые вагоны, двигаясь по этой колее с шириной старого образца в жилых комнатах и садах. С 1978 года размер был подогнан более профессионально, в этом размере также был построен легендарный «Швейцарский крокодил», представленный в 1984 году. В 1994 году типоразмер 1 пережил возрождение классической технологии обработки стали, превратившись в «максибан», игрушечную железную дорогу для детей, производство которой в настоящее время, тем не менее, прекращено.
В 1972 году на Нюрнбергской ярмарке игрушек как новинка был представлен типоразмер Z (в масштабе 1:220), названный «мини-клуб». До 2007 года это была самая маленькая железнодорожная модель, представленная в массовом серийном выпуске.
С 1984 года для H0 и типоразмера 1 было предложено управление по системе многих единиц. При этом можно было управлять одновременно до 80 локомотивами независимо друг от друга в одной электрической цепи с количеством стрелок и семафоров на пути, достигавшем 256. Между тем, компьютеры могут освоить определённые задачи управления, первоначально решавшиеся благодаря собственным микросхемам компании, предназначенным для управления. Количество управляемых локомотивов и стрелок по сравнению с утопическими моделями увеличилось, что для коллекционеров и крупных систем само по себе более чем достаточно.
В ночь на 18 января 2005 года собственный музей компании Märklin был ограблен. Были похищены такие экспонаты, как модель исторического типоразмера 1, все выставленные модели подвижного состава типоразмера 0, производившиеся до 1910 года модели кораблей, а также паровые машины и уникальные образцы типоразмера H0. Самая старая модель подвижного состава в музее, первый локомотив 1891 года, также был украден. Ущерб составил более 1 млн евро. Уголовная полиция смогла раскрыть дело в марте 2005 года, и с мая 2005 года экспонаты можно снова увидеть на выставке.
С начала XX века компания находилась в собственности семей Мэрклин, Фриц и Заффт. В 1997 году Märklin приобрела ранее независимого конкурента Trix из Нюрнберга. 11 мая 2006 года Gebr. Märklin GmbH после нескольких лет уменьшения оборота и, наконец, убытков была продана британской финансовой группе Kingsbridge Capital. Kingsbridge Capital, в свою очередь, является дочерней компанией австрийской Hardt Group. Новые компаньоны видели потенциал роста благодаря узнаваемости марки, особенно среди коллекционеров. Удалось добиться среднесрочной санации и перепродажи. К 1 февраля 2007 года Аксель Диц стал управляющим и пайщиком компании.
26 июля 2007 года было объявлено о поглощении несостоятельной компании Ernst Paul Lehmann Patentwerk OHG, производителя Lehmann-Gross-Bahn, компанией Märklin.
22 августа 2007 года компания Hübner Feinwerktechnik GmbH была интегрирована в общество с ограниченной ответственностью Märklin. Всё оборудование, а также склад готовой продукции и запасных частей перешли к Märklin. Поставка готовой продукции, снабжение запасными частями и послегарантийное обслуживание будут продолжены в полном объёме централизованно из Гёппингена.
11 августа 2008 года стало известно, что председатель правления Märklin Аксель Диц собирается подать в отставку в конце 2008 года. Однако постановление об отставке Дица вступило в силу раньше, с 1 октября. Преемник не был назначен, два оставшихся члена правления, Дитмар Мундил и Томас Бауэр, получили от совета расширенные полномочия. В конце января 2009 года Ральф Коэнен должен был сменить отправленного в отставку по возрасту Дитмара Мундила в должности управляющего. В 2008 году 12 млн евро было потрачено на гонорары консультантов.
Уже в начале февраля 2009 года дело дошло до скандала, когда праздничное настроение по поводу 150-летнего юбилея Märklin было омрачено сообщением о задержке выплаты заработной платы за январь. 4 февраля 2009 года компания была вынуждена признать свою несостоятельность в суде низшей инстанции Гёппингена, после того как не удались переговоры о продлении кредитов.
Сейчас компания продолжает свою деятельность под руководством конкурсного управляющего Михаэля Плюта. На Нюрнбергской ярмарке игрушек, с 5 по 10 февраля 2009 года, Märklin была представлена в обычном масштабе. По предварительным подсчётам конкурсного управляющего, в 2006 году 10,7 млн евро было потрачено на гонорары консультантов, убыток составил 13 млн евро; в 2007 году эта сумма равнялась 13,8 млн евро, убыток составил 16 млн евро.
19 и 20 сентября 2009 года, несмотря на банкротство, прошли Дни Märklin 2009, приуроченные к 150-летию существования компании; мероприятие посетило около 45000 человек. Местами проведения были станция Гёппинген, заводской ангар в Штауфер Парк, территория фирмы Leonhard Weiss и «Мир приключений Märklin».
С 30 сентября по 4 октября 2009 года компания Märklin принимала участие в швейцарской выставке игрушек Suisse Toy.
4 и 5 декабря 2009 года Märklin организовала в Гёппингене день открытых дверей и пригласила посетить предприятие.

## Положение на рынке
В ранние годы примечательным было приобретение Trix и последующее использование производства, располагавшегося в бывшей ГДР, в Тюрингии (Зоннеберге). Это было сделано с целью частично сбалансировать затраты на оплату ручной работы в традиционном месте расположения, Гёппингене.
Рынок игрушек высокого качества, в частности моделей железных дорог, много лет находится под давлением, с тех пор как у детей и подростков, интересующихся техникой, наряду с обычным досугом, таким как спорт, моделестроение и железнодорожный моделизм, в детской появился компьютер, и производители моделей железных дорог не могут противостоять этой тенденции в полной мере. Märklin пыталась противостоять этой тенденции, сохраняя связь со специализированной торговлей. Тем временем был введен тренд на дорогие коллекционные модели более высокого качества, которые всё же в первую очередь нравятся младшей, а также платёжеспособной аудитории преклонного возраста. Отчасти эти клиенты были обмануты, когда на рынке по высоким ценам начали продаваться внешне похожие или идентичные модели в большом разнообразии цветов и вариантов. Коллекционные модели локомотивов стоят, в основном, более 200 евро, включая такие подвижные составы, как первая версия Northlander’а, который как предмет частной коллекции на данный момент стоит порядка 1400 евро. Поэтому желающий собрать «полный комплект» Märklin должен быть очень состоятельным; в начале 2000 года общая стоимость моделей наиболее коллекционируемого типоразмера H0, представленных в каталогах Märklin, составила около 65000 немецких марок, и около четверти этой суммы зарабатывают благодаря ежегодно растущему спросу на новинки.